# Siam Shade
Siam Shade (シャム·シェイド Shamu Sheido?) fue una banda japonesa de J-Rock, que marcó una pronunciada popularidad entre los años de su trayectoria oficial (1993 a 2002), y que hasta el día de hoy mantiene su vigencia entre los fanáticos propios de la banda y los aficionados a este género musical, convirtiéndose así en una de las bandas de J-Rock más importantes que existieron en la escena. Su tema musical más importante es el sencillo «1/3 no junjou na kanjou», que fue incluido como sexto ending del anime Rurouni Kenshin, siendo a partir de este hecho, que la banda gane una considerable popularidad a nivel internacional, sobre todo en Latinoamérica. A pesar de su separación definitiva en el año 2002 (tras participar por segunda vez en el Nippon Budokan), y de que los exmiembros de la banda tuvieran proyectos por su cuenta o en solitario, Siam Shade regresa en ciertas ocasiones para hacer esporádicas presentaciones, o giras, como es el caso de su actual gira Siam Shade live tour 2013 -Heart Of Rock 7-
Siam Shade es popular en Japón, y es reconocida por haber sido una de las pocas bandas con una participación indie tan corta y espectacular a la vez. Siam Shade sí fue una banda visual kei al comenzar su carrera, requisito casi indispensable para toda banda indie si se deseaba sobresalir. Sin embargo, a lo largo de su trayectoria, no se enfocaron tanto en lo visual, sino más bien en producir un sonido de rock bien definido y provocador, algo propio que identificaba a Siam Shade, ya que pensaban que lo más importante era, claro, centrarse en la música.
Su separación en marzo de 2002, tiempo en que el J-Rock ganaba popularidad en Norteamérica y aún acumulaba fanes en América Latina, causó que se les dejara pasar y no ganaran quizá la popularidad de otras bandas como The Gazette, BUCK-TICK, L'arc~en~Ciel, Nightmare, etcétera).
Siam Shade fue una banda sorprendente que no necesitó nunca del visual o de una producción extravagante en sus presentaciones. Aún ahora en sus presentaciones, son considerados como una de las bandas de mejor presentación en vivo y con mejor puesta en escena.
Estuvo conformada por Hideki Imamura (vocalista principal), Daita (guitarrista principal), Kazuma (segundo guitarrista/vocalista), Junji (batería) y Natin (bajo). La carrera de Siam Shade es una de las más activas: han lanzado 9 álbumes, 17 singles, 8 DVD, 15 tours, varias presentaciones, programas televisivos, programas radiales, actos y conciertos para caridad. Una agenda repleta sin descanso durante nueve años de carrera.
Su música abarca casi toda clase de rock. Es una banda de rock sólido, con un estilo de lo más diverso que se haya visto en cualquier otro grupo: visual/hard rock/pop rock/metal sound. Siam Shade es una de las piezas más sobresalientes en el mundo del rock, y la última gran banda de la escena en seguir la línea de X Japan y Luna Sea.

## Biografía
1987.- La historia del grupo comienza en 1987. Hideki (15) y Natin (16) se conocieron y decidieron formar una banda. La cual no duró mucho. Dos años después, Hideki logró convencer a Natin de que se una a su banda, llamada POWER. Mientras estaban en este grupo, los dos se encontraron con un chico llamado Kazuma en un concierto (en ese entonces pertenecía a la banda 50/50).
1990 - 1991.- Dos miembros de POWER desistieron en 1990, así que Hideki y Natin empezaron a buscar nuevos prospectos. Se encontraron con Daita (quien ya conocía a Natin de algunos años atrás) y decidió unírsele. Sin embargo, abandonó el grupo por el año 1991.
Pasado el tiempo, Hideki y Natin decidieron formar una nueva banda, llamada ATEERU; poco después de esto conocieron a Junji, en un estudio, quien pertenecía a una banda llamada NERVE [Nervio].
1992.- En 1992 a ATEERU se unió A (alias Ei) como su baterista, pero ellos se veían en la necesidad de encontrar otro guitarrista. Así que Hideki va en busca de Kazuma, quien aceptó estar en la banda.
1993.- ATEERU hizo un demo tape (casete de muestra) en mayo de 1993, pero antes de que éste saliera decidieron cambiar el nombre del grupo por Siam Shade. De nuevo, necesitaban otro guitarrista (Ateeru, su anterior guitarrista, se fue por alguna razón). Así que Hideki y Natin fueron en busca de Daita. Cuando lo encontraron, en julio de 1993, se unió a la banda, más con la intención de no quedarse durante mucho tiempo (por gustos musicales), permaneciendo como guitarrista de sesión por un show. Y fue justamente en ese show que la banda de Junji (NERVE) se encontraba también tocando. Por lo anterior, poco después de aquello Daita decidió unirse al grupo oficialmente.
1994.- En 1994, NERVE se desintegra y Siam Shade se encontraba sin baterista. Hideki va por Junji, por si quería unírseles. A lo que acepta y la formación de Siam Shade finalmente se halló completa.
1995.- Siam Shade se convirtió en una de las bandas 'indies' más populares en Japón. Su álbum 'indies' alcanzó el puesto número 2 en los resultados 'indies' de Oricon. Ellos también hacían de unidad de apoyo para Luna Sea e hicieron el acto de opening para varias de sus presentaciones.
En octubre de 1995 Siam Shade fue descubierto y firmó para Sony Records. Hicieron su debut con el sencillo «RAIN», el cual fue rápidamente seguido por el sencillo, «TIME's», y luego por su principal álbum debut: «SIAM SHADE II».
1997.- La popularidad de Siam Shade llegó a su máximo punto en el año 1997 (3 álbumes y 4 singles más después de su debut), cuando lanzaron el sencillo de «1/3 no junjou na kanjou» (el cual se presentó como el sexto ending para la serie anime «Rurouni Kenshin»). Tener un tema en una serie anime ayudó definitivamente a su popularidad y sus siguientes tres álbumes alcanzaron el 'Top 10' de Oricon. Casi la mayoría de sus siguientes singles fueron estelarizados en programas de televisión como Super Soccer, Oni no Sumika y Shin Nihon Pro Wrestling.
1998 - 1999.- Siam Shade tenía un gran sueño: tocar en el Nippon Budoukan. Se les ofreció la oportunidad de tocar ahí en el año 98, pero rehusaron hacerlo porque no estaban lo suficientemente satisfechos con su música como para hacerlo. En 1999, a un año del trágico fallecimiento de hide, guitarrista de X Japan, Siam Shade, junto con otras bandas de culto del rock japonés (como LUNA SEA, GLAY, BUCK-TICK, entre otros), grabaron un disco titulado Hide Tribute Spirits, en el cual, todos los participantes interpretaron canciones de hide en forma de tributo y homenaje. Para este álbum, Siam Shade interpretó Pink Spider, el cual fuese el último sencillo de Hide, del cual se dice también, "es una nota de suicidio" por parte de hide (como muchos otros rumores, trascendidos y especulaciones originados de entre los fanes acerca de su muerte).
2001.- Un año decisivo para Siam Shade. Recibieron otra oferta para tocar en el Boudokan el 28 de diciembre de 2001. Todos los miembros estuvieron de acuerdo en afirmar que esa había sido la mejor presentación que habían realizado.
2002.- Habiendo alcanzado su meta, Hideki, Kazuma, Daita, Natin y Junji anunciaron, el 11 de enero de 2002, que lo mejor sería separarse. Según la banda, ya no había nada más para ellos como Siam Shade. Su último sencillo, LOVE, fue para expresar su gratitud a todos sus fanes por apoyarlos durante todos esos años.
Lanzaron 2 álbumes más antes de su última presentación. Uno de los 'B-side tracks' y otro de los 'A-side tracks' y un DVD de su concierto en el Budoukan.
El '10 de marzo de 2002' marcó el final oficial de Siam Shade. Una vez más se pararon juntos en el escenario del Budoukan por un último concierto, siendo una forma perfecta de despedirse para una de las mejores bandas, de la historia del rock japonés.
2007.- SIAM SHADE volvió a reunirse momentáneamente para dar un concierto el 18 de noviembre de 2007 en el Nippon Budokan en honor a Shinichi Nakamura, exmanager de Siam Shade, quien falleció en abril de aquel año.
2011.- Tras el devastador Tsunami de Japón ocurrido el 11 de marzo de 2011, Siam Shade (al igual que otras bandas), realizó una serie de conciertos especiales en la imponente Saitama Super Arena, bajo el nombre de Siam Shade Spirits ~Return the favor~, en beneficio a las víctimas afectadas por la tragedia.
2012.- Se ha visto durante estos tiempos que, Hideki, el vocalista de Siam Shade (actual vocalista de DETROX), ha aparecido esporádicamente en ciertos programas de TV, entrevistas y programas radiales de Japón.
2013.- Una vez más, Siam Shade anuncia un regreso momentáneo para dar una serie de conciertos a lo largo de Japón, como parte de una nueva gira llamada Siam Shade live tour 2013 -Heart Of Rock 7-. Inicialmente se habían planificado 3 presentaciones (una en Saitama Super Arena, otra en Zeep Nagoya, y la tercera en Zeep Namba -en Osaka-), pero tras el éxito de las primeras 2, se hizo pública la decisión de añadir 4 presentaciones adicionales para fin de año (una en «Zepp DiverCity», otra en Zeep Namba, otra en «Izumity21» y la última en el mismísimo Nippon Budokan para cerrar un exitoso año de reencuentro. Además, durante el tiempo de las presentaciones, Siam Shade regresó a los estudios de grabación para grabar lo que se considera como un nuevo sencillo, llamado «Still We Go», empero en realidad se trata de una sola canción, que puede ser adquirida por i-Tunes. 2013 fue el año en el que más actividad tuvo Siam Shade desde su último concierto, en 2002 (7 presentaciones y un sencillo); por esto, muchos fanes alegan que se trata del regreso de Siam Shade a la escena, sin embargo, no existe una sola confirmación oficial de este hecho por parte de la banda ni de sus representantes (por lo tanto, Siam Shade aún sigue siendo una banda ya desaparecida de «J-Rock» de manera Oficial, y lo seguirá siendo hasta que Hideki o cualquier otro miembro confirmare de manera oficial lo contrario). A continuación, un resumen de las presentaciones hechas en 2013:
- Domingo 27 de octubre - Saitama Super Arena - 15:30 horas
- Lunes 11 de noviembre - Zeep NAGOYA - 18:00 horas
- Domingo 17 de noviembre - Zeep Namba - 16:00 horas
- Martes 19 de noviembre - Zepp DiverCity - 18:00 horas
- Lunes 16 de diciembre - Zeep Namba - 18:00 horas.
- Miércoles 18 de diciembre - Izumity21 - 18:30 horas (Siam Shade Spirits 2013)
- Sábado 21 de diciembre - Nippon Budokan - 17:00 horas

2014.- El 1 de abril de 2014, Siam Shade lanza un nuevo DVD de su live tour 2013 -Heart Of Rock 7-, que incluye su presentación en vivo del domingo 27 de octubre de 2013 en Saitama Super Arena.
2015.- El año comienza con el anuncio de un nuevo DVD y un nuevo concierto. A pocas horas de comenzado el 2015, las cuentas oficiales de Siam Shade en las redes sociales comenzaron a hacerse eco de un nuevo trabajo videográfico para la banda, en este caso, un DVD de su presentación en vivo del martes 19 de noviembre de 2013 en Zepp DiverCity, también parte de su tour 2013 -Heart Of Rock 7-. Semanas después, el 5 de febrero Siam Shade anuncia un nuevo concierto por su 20º aniversario: "SIAM SHADE 20th Anniversary year 2015-2016 「The Abiding Belief」", a celebrarse en Saitama Super Arena, el 18 de octubre de 2015, a las 16:00 hs.

## Discografía
SIAM SHADE (álbum de Indie)
SIAM SHADE [EP](10-12-1994)
1. NO CONTROL
2. Imagination
3. Ima wa tada..
4. Don't
5. toki no kawa no naka de
6. LOSE MY REASON

SIAM SHADE II (11-11-1995)
1. DREAMLESS WORLD
2. TIME'S
3. CALLING
4. SADNESS
5. Yume no Nakae
6. Sugao no Mamade
7. Ookina Ki no Shitade
8. IMITATION LOVE
9. CAN'T FORGET YOU
10. Owaranai Machi
11. RAIN
12. SHAKE ME DOWN

SIAM SHADE III (02-10-1996)
1. Why not?
2. LOVESICK~You Don't Know~
3. Destination Truth
4. CUM WITH ME
5. Sin
6. PRIDE
7. LET IT GO
8. Dazed and Alone
9. Don't Tell Lies

SIAM SHADE IV-Zero (21-1-1998)
1. Dear...
2. No! Marionette
3. 1/3 no Junjou na Kanjou (Album Version) fue utilizada como el sexto ending del famoso anime Rurouni Kenshin
4. Bloody Train
5. Money is king?
6. Dareka no kimochi o kangaeta koto ga arimasuka?
7. Virtuoso
8. if~Hitorigoto~
9. Love Vampire
10. PASSION (Album Version)
11. Shout out

SIAM SHADE 5 (02-12-1998)
1. BLOW OUT
2. MONKEY SCIENCE
3. Wake up
4. NEVER END
5. DEAD SPACE
6. Solomon's seal
7. Tears I Cried
8. Shiritagari shoukougun
9. Glacial LOVE
10. Keikoku
11. Dreams
12. Grayish Wing

SIAM SHADE VI (26-07-2000)
- Disco 1

1. GET A LIFE
2. Fine weather day
3. Outsider
4. Shangri-la
5. Allergy
6. BLACK
7. SEXUAL SNIPER
8. Triptych

- Disco 2

1. Fly High
2. MOON
3. Setsunasa yori mo tooku e (Album Version)
4. I am I
5. 1999
6. Heaven
7. LOVE IS POWER
8. Kumori nochi hare

SIAM SHADE VII (29-11-2000) *En inglés
1. Love Sick –you don’t know-
2. Bloody Train
3. Passion
4. Don’t Tell Lies
5. Get a Life

SIAM SHADE VIII (30-01-2002)
1. PRAYER
2. I Believe
3. Makin' Your Life
4. D.D.D.
5. Blanco
6. D.Z.I.
7. Crime
8. Young, Younger, Youngest
9. Happy?
10. BLUE FANG
11. Jidai da to ka ryuukou da to ka yoku wakan ne - Kedo you ha kakko yokerya sorede ii n ja ne - No
12. JUMPING JUNKIE
13. GET OUT
14. Over the rainbow
15. RISK

SIAM SHADE IX (06-03-2002)
ES UNA COMPILACIÓN DE 16 TRACKS.
1. RAIN
2. TIME’S (Single Version)
3. Why not? (Single Mix)
4. RISK
5. PASSION
6. 1/3 no Junjou na Kanjou
7. GLACIAL LOVE
8. Dreams
9. NEVER END
10. Kumori Nochi Hare
11. BLACK
12. 1999
13. Setsuna Sa Yori Mo Tooku He
14. Life
15. ADORENARIN
16. LOVE

SIAM SHADE X The Perfect Collection (27-11-2002)
ES UNA COMPILACIÓN DE 10 DISCOS, LOS 7 PRIMEROS CORRESPONDEN A LOS DISCOS SIAM SHADE II AL SIAM SHADE VIII, EL OCTAVO CD, CARECE DE TÍTULO Y CONTIENE:
1. Life
2. ADORENARIN
3. LOVE

[Bonus Track]
1. LOVESICK ~You Don't Know~ (Unplugged Version).

EL NOVENO Y EL DÉCIMO SE INTITULAN: LIVE ~Legend of Sanctuary~ 1 Y 2, RESPECTIVAMENTE, E INCLUYEN:
1. JUMPING JUNKIE
2. Outsider
3. D.Z.I.
4. NO CONTROL
5. Imagination
6. ADORENARIN
7. RAIN
8. CALLING
9. Life
10. Shout out
11. THE Budô
12. Over the rainbow

Y EL DISCO 10:
1. GET OUT
2. Why not?
3. Happy?
4. 1/3 no Junjô na Kanjô
5. PRIDE
6. PRAYER
7. GET A LIFE
8. LOVESICK ~You Don't Know~
9. Dreams
10. Fine weather day
11. Don't Tell Lies
12. LOVE

SIAM SHADE XI COMPLETE BEST ～HEART OF ROCK～ (26-09-2007)
ES UNA COMPILACIÓN DE ÉXITOS COMPUESTA POR 3 CD.

### Sencillos
- RAIN (21-10-1995)
- TIME'S (Single Version) (01-02-1996)
- Why not? (Single Mix) (21-02-1997)
- RISK (21-05-1997)
- PASSION (30-07-1997)
- 1/3 no Junjou na Kanjou (27-11-1997)
- Glacial LOVE (13-05-1998)
- Dreams (05-08-1998)
- NEVER END (28-10-1998)
- Kumori nochi hare (24-02-1999)
- BLACK (15-09-1999)
- 1999 (29-09-1999)
- Setsunasa yori mo tooku e (19-04-2000)
- Life (11-04-2001)
- ADORENARIN (27-09-2001)
- LOVE (28-11-2001)
- Still We Go (18-09-2013)

### Vídeos
SIAM SHADE (01-03-1997)
1. SHAKE ME DOWN
2. CAN'T FORGET YOU
3. PRIDE
4. JUKIMONO

1. LOVE S

ICK~You Don't Know
1. PRAYER
2. Don't Tell Lies
3. RAIN
4. TIME'S
5. Why not?

SIAM SHADE V2 CLIPS '95~'97 (21-01-1998)
1. RAIN
2. TIME'S
3. Why not?
4. RISK
5. PASSION
6. 1/3 NO JUNJOU NA KANJOU

SIAM SHADE V3 (20-03-1999)
SIAM SHADE V4 Monkey Science (30-08-1999)
SIAM SHADE V4 TOUR 1999 Monkey Science Final Yoyogi
(22-09-1999)
SIAM SHADE V6 Live in Otokogi
SIAM SHADE V7 Live in Budokan
SIAM SHADE V8 Live in Budokan -Start and Stand up-
SIAM SHADE V9 Perfect Clip Collection